# Willard Cantrell
Willard „Bill” Cantrell (ur. 6 grudnia 1914 w Mount Vernon, zm. 6 lutego 1986 w Anaheim) – amerykański kierowca wyścigowy.

## Życiorys
Przed II wojną światową przeprowadził się z Missouri do Południowej Kalifornii. Rozpoczął ściganie w 1936 roku, a w 1939 roku rywalizował midgetami w wyścigach UMA. W latach 1940–1941 ścigał się ponad 50 różnymi midgetami. W roku 1942 wygrał 15 razy i zajął drugie miejsce w klasyfikacji UMA.
W latach 1945–1964 wygrał ponad 120 wyścigów organizowanych przez URA, AAA i USAC. Zdobył mistrzostwo URA w latach 1951–1952. W 1953 roku podjął nieudaną próbę zakwalifikowania się do Indianapolis 500. W 1962 roku zwyciężył w Turkey Night Grand Prix. Wygrał również 18 wyścigów typu sprint car w ramach California Racing Association.
Wystartował w dwóch wyścigach NASCAR, w sezonach 1957 (Willow Springs Speedway) i 1965 (Riverside International Raceway).
Po zakończeniu kariery wyścigowej był kierownikiem sekcji USAC znajdującej się na zachodnim wybrzeżu, a także starterem midgetów USRC. Zmarł w 1986 roku.

## Wyniki w Formule 1
W latach 1950–1960 wyścig Indianapolis 500 był eliminacją Mistrzostw Świata Formuły 1.
| Rok  | Zespół        | Samochód   | Silnik             | Wyniki w poszczególnych eliminacjach | Wyniki w poszczególnych eliminacjach | Wyniki w poszczególnych eliminacjach | Wyniki w poszczególnych eliminacjach | Wyniki w poszczególnych eliminacjach | Wyniki w poszczególnych eliminacjach | Wyniki w poszczególnych eliminacjach | Wyniki w poszczególnych eliminacjach | Wyniki w poszczególnych eliminacjach | Pkt. | Msc. |
| ---- | ------------- | ---------- | ------------------ | ------------------------------------ | ------------------------------------ | ------------------------------------ | ------------------------------------ | ------------------------------------ | ------------------------------------ | ------------------------------------ | ------------------------------------ | ------------------------------------ | ---- | ---- |
| 1953 |               |            |                    | Argentyna                            | Stany Zjednoczone                    | Holandia                             | Belgia                               | Francja                              | Wielka Brytania                      |                                      | Szwajcaria                           | Włochy                               | 0    | NS   |
| 1953 | Emmett Malloy | Pankratz D | Offenhauser 4,5 R4 | -                                    | NZ                                   | -                                    | -                                    | -                                    | -                                    | -                                    | -                                    | -                                    | 0    | NS   |